# Something Wild
Something Wild je první řadové album finské metalové kapely Children Of Bodom. Album bylo nahráno v Astia-Studios v období červenec–srpen 1997.

## O albu
Something Wild bylo produkováno a nahráno Anssi Kippem a Children of Bodom v Astia-Studios (Lappeenranta, Finsko). Ve snaze podpořit svou kapelu, představili show pro Dimmu Borgir v roce 1997. Jejich úspěch byl takový, že zástupce z Nuclear Blast k nim brzy přišel se smlouvou o evropské verzi, dohoda, která začala na následující rok. Something Wild bylo oficiálně představeno v listopadu 1997, a pro reklamní účely kapela nahrála videoklip na skladbu "Deadnight warrior". Video bylo v režii Mika Lindberg a mělo štíhlý rozpočet ve výši 1000. Bylo použito jednoduché scenérie, která se skládala především z umístění venku po sněhové bouři. Kapela hrála pár hodin v noci s průměrnou teplotou minus patnáct stupňů celsia.
Přestože Laiho je velmi kritický vůči hudbě kterou napsal,poznamenal,že nemá rád Something Wild a většinu všech jeho alb. Při nahrávání tohoto alba se Laiho pokusil napodobit styl jednoho ze svých idolů, Yngwieho Malmsteena, což je důvod, proč Something Wild je považováno za jedno z nejvýznamnějších technických alb Children of Bodom.
Children of Bodom evropského turné začalo v únoru 1998. Hráli s kapelami jako Hypocrisy (na takových festivalech jako v rámci Black Sun),  The Kovenant a Agathodaimon, ale trpěl nepřítomností Wirman, který se soustředil na dokončení studia.Byl nahrazen pianistou Erna Siikavirta po celou dobu turné.
O několik měsíců později, skupina nahrála dvě nové písně znovu v ASTIA-studia s producentem Anssi Kippem nazvaný "Towards Dead End" a "Children of Bodom". Ten byl součástí kompilace Spinefarm Records, který po propuštění zůstal na vrcholu finských diagramů po dobu osmi po sobě jdoucích týdnů.V pozdním srpnu, kapela hrála píseň "Forevermore". Tato píseň byla později přejmenována na "Downfall".
Na jejich druhé evropské turné došlo v září téhož roku, ale ještě jednou Wirman nebyl schopen hrát s nimi. Laihovo přítelkyně Kimberly Goss (od Sinergy a předtím Dimmu Borgir, Ancient a Therion) převzala klávesy. Na konci turné Kimberly pozvala Laiha, aby se připojil k Sinergy, která v té době byla ještě v jejích raných etapách.

## Seznam skladeb
1. „Deadnight Warrior“ – 3:21
2. „In The Shadows“ – 6:01
3. „Red Light In My Eyes, pt 1“ – 4:28
4. „Red Light In My Eyes, pt 2“ – 3:50
5. „Lake Bodom“ – 4:01
6. „The Nail“ – 6:17
7. „Touch Like Angel Of Death“ – 5:25